# 梅爾文 (密歇根州)
梅爾文（英語：Melvin）是位於美國密歇根州薩尼拉克縣斯皮克鎮區的一個村。

## 人口
根據2020年美國人口普查的數據，梅爾文的面積為2.52平方千米，當中陸地面積為2.52平方千米，而水域面積為0.00平方千米。當地共有人口148人，而人口密度為每平方千米58人。